# La Ilustración de Madrid
La Ilustración de Madrid fue una revista ilustrada editada en la ciudad española de Madrid 1870 y 1872.

## Historia
Fue dirigida por Eduardo Gasset. Su primer número apareció el 12 de enero de 1870, contando con la ayuda del periódico El Imparcial, fundado también por Gasset.
En el aspecto gráfico la revista defendió la inclusión de material elaborado por grabadores españoles, en contraste con La Ilustración Española y Americana, que estaba más abierta a apostar por la publicación de material proveniente de artistas extranjeros. Con esta revista mantuvo una rivalidad, llegándose a disputar ayudas económicas del Ministerio de Fomento. Tuvo como colaboradores en sus inicios a ambos hermanos Bécquer, Gustavo y Valeriano, aunque estos morirían a finales de 1870. Finalmente, en 1872, sería absorbida por La Ilustración Española y Americana. Su colección completa ha sido descrita como «uno de los hitos artísticos de la edición ilustrada española del siglo XIX».
Entre los dibujantes de la revista figuraron Francisco Pradilla, José Luis Pellicer, Alfredo Perea, Emilio Sala, Joaquín Vayreda, Juan Cristino, Antonio Muñoz Degrain, Elías Martín, Eduardo Rosales, José Vallejo, Valeriano Domínguez Bécquer, Manuel Nao, Félix Urgellés, Antonio Gisbert, Manuel Domínguez, Emilio Ocón, Miguel Martínez Ginesta, Ramón Tusquets, Rafael Monleón, Abel Unceta, el portugués Bordallo Pinheiro, Alejandro Ferrant, Domec, J. L. Contreras, Balaca, Mariano Fortuny, Ricardo Madrazo, Pablo Gonsalvo, Ramón Padró, Eduardo Fernández Pescador, Martín Rico, Antonio Núñez de Castro, Manuel Feliú, Francisco Tomás, Plácido Francés, José Casado del Alisal, Eduardo Zamacois, Pi de Leopol o Carlos Múgica y Pérez, entre otros. Bernardo Rico, al que alguna que otra vez auxiliaba Paris en los retratos, Carretero y algún otro, llenaba todas las exigencias del grabado, pues, como es sabido, acostumbró firmar siempre así sus propias obras como las de sus numerosos discípulos, es decir, cuanto salía de su taller.
En 2006 apareció una nueva versión de la revista, bajo el título Ilustración de Madrid, que desapareció en 2013.

## Referencias

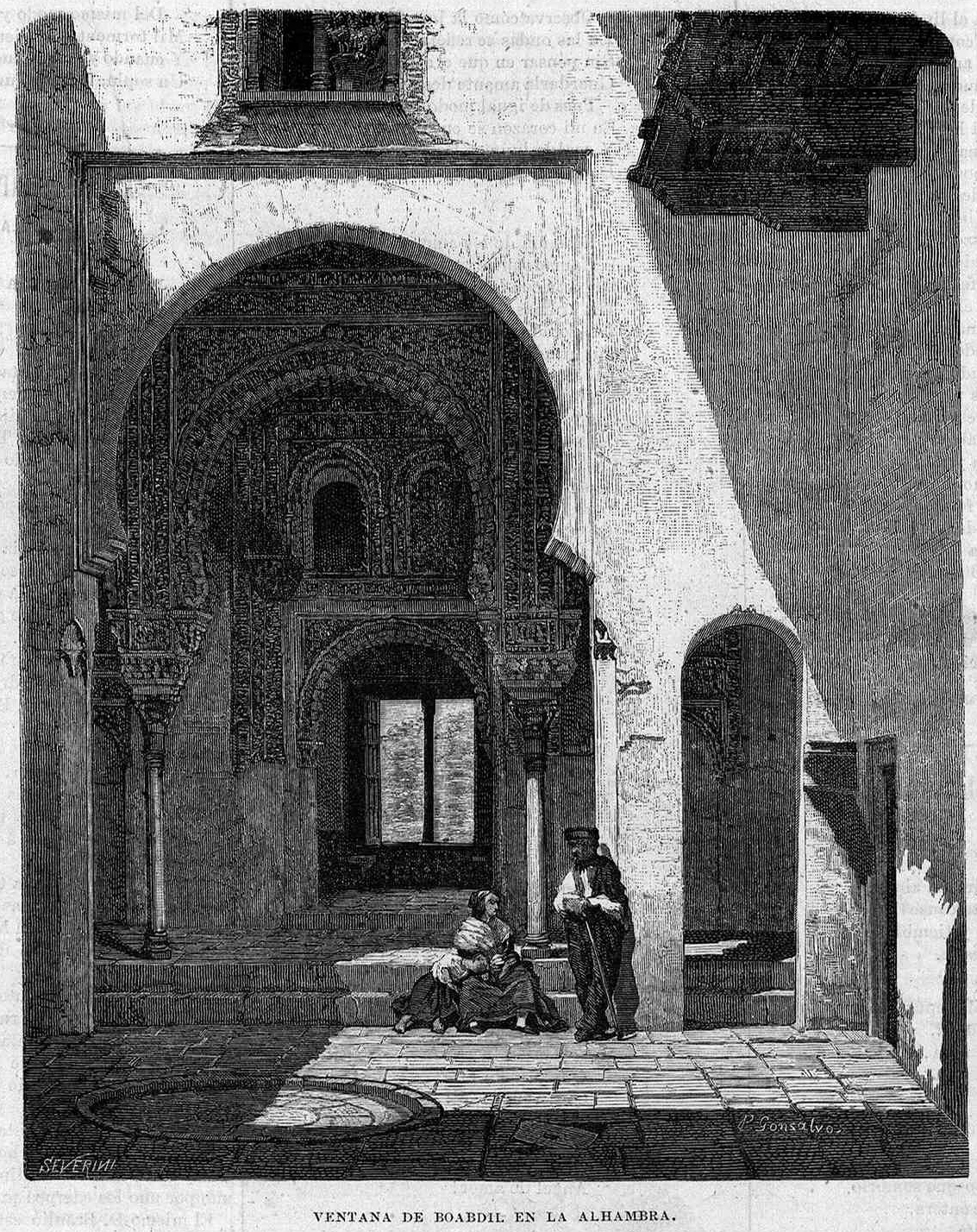
Ventana de Boabdil en la Alhambra, original de Pablo Gonzalvo, grabado de José Severini, publicado el 27 de marzo de 1870